# 小行星4021
小行星4021（4021 Dancey）是一颗绕太阳运转的小行星，为主小行星带小行星。该小行星于1981年8月30日发现。

## 轨道参数
小行星4021的轨道半长轴为2.2819776 UA，离心率为0.171。